# Il Cartoccino dei Piccoli
Il cartoccino dei piccoli è stata una rivista per bambini in età prescolare pubblicata in Italia dalla casa editrice Cartoccino (dal 1933 Cartoccio), da tempo specializzata in prodotti per l'infanzia; era composta da brevi racconti in prosa, fumetti in didascalia e soprattutto giochi di varia natura, tanto da essere definito un giornale-giocattolo.

## Storia editoriale
Nata come rivista quindicinale, divenne settimanale nel 1931. La rivista fu diretta da Ettore Boschi e a partire dal 1934 da Rino Albertarelli ed ebbe l'apporto di prestigiosi collaboratori tra i quali Elsa Morante, Antonio Rubino, Antonio Canale, i fratelli Carlo e Vittorio Cossio, Attilio Mussino, Carlo Bisi, Nino Pagot, Antonio Maria Nardi, Enrico Castello, Giovanni Scolari, Vanni Pucci, Gian Dàuli, Raoul Verdini, Amalia Guglielminetti, Trilussa. La produzione straniera era rappresentata da Felix the Cat (Mio Mao) e Just Kids di Ad Carter (Momoletto e Ravanello).
Negli ultimi anni di pubblicazione, la rivista mutò il suo design e cercò di adattare i suoi contenuti a un pubblico di età superiore. La testata chiuse nel maggio 1936, dopo oltre trecento numeri pubblicati.